# Chlomós
Chlomós är en ort i Grekland.   Den ligger i prefekturen Nomós Kerkýras och regionen Joniska öarna, i den västra delen av landet, 400 km väster om huvudstaden Aten. Chlomós ligger 142 meter över havet och antalet invånare är 357. Den ligger på ön Korfu.